# Těchlovice (Stříbro)
Těchlovice (německy Tiechlowitz) jsou vesnice, část města Stříbro v okrese Tachov v Plzeňském kraji. Nachází se tři kilometry severozápadně od Stříbra. Prochází zde silnice II/230. 
Těchlovice leží v katastrálním území Těchlovice u Stříbra o rozloze 7,09 km².

## Historie
První písemná zmínka o vesnici pochází z roku 1342.

## Obyvatelstvo
| Rok            | 1869 | 1880 | 1890 | 1900 | 1910 | 1921 | 1930 | 1950 | 1961 | 1970 | 1980 | 1991 | 2001 | 2011 | 2021 |
| -------------- | ---- | ---- | ---- | ---- | ---- | ---- | ---- | ---- | ---- | ---- | ---- | ---- | ---- | ---- | ---- |
| Počet obyvatel | 355  | 400  | 365  | 363  | 366  | 363  | 344  | 199  | 188  | 157  | 154  | 152  | 162  | 146  | 136  |
| Počet domů     | 58   | 64   | 62   | 67   | 67   | 69   | 72   | 50   | 80   | 41   | 38   | 50   | 54   | 53   | 63   |

## Obecní správa
Při sčítání lidu v letech 1850–1979 Těchlovice byly samostatnou obcí, se kterým patřily nejprve do okresu Stříbro, ale od roku 1960 v okrese Tachov. Od 1. ledna 1980 je částí města Stříbro v okrese Tachov. V letech 1960–1979 k obci patřily Jezerce, Otročín a Víchov.

## Pamětihodnosti
- Kaple Panny Marie Sněžné

## Galerie

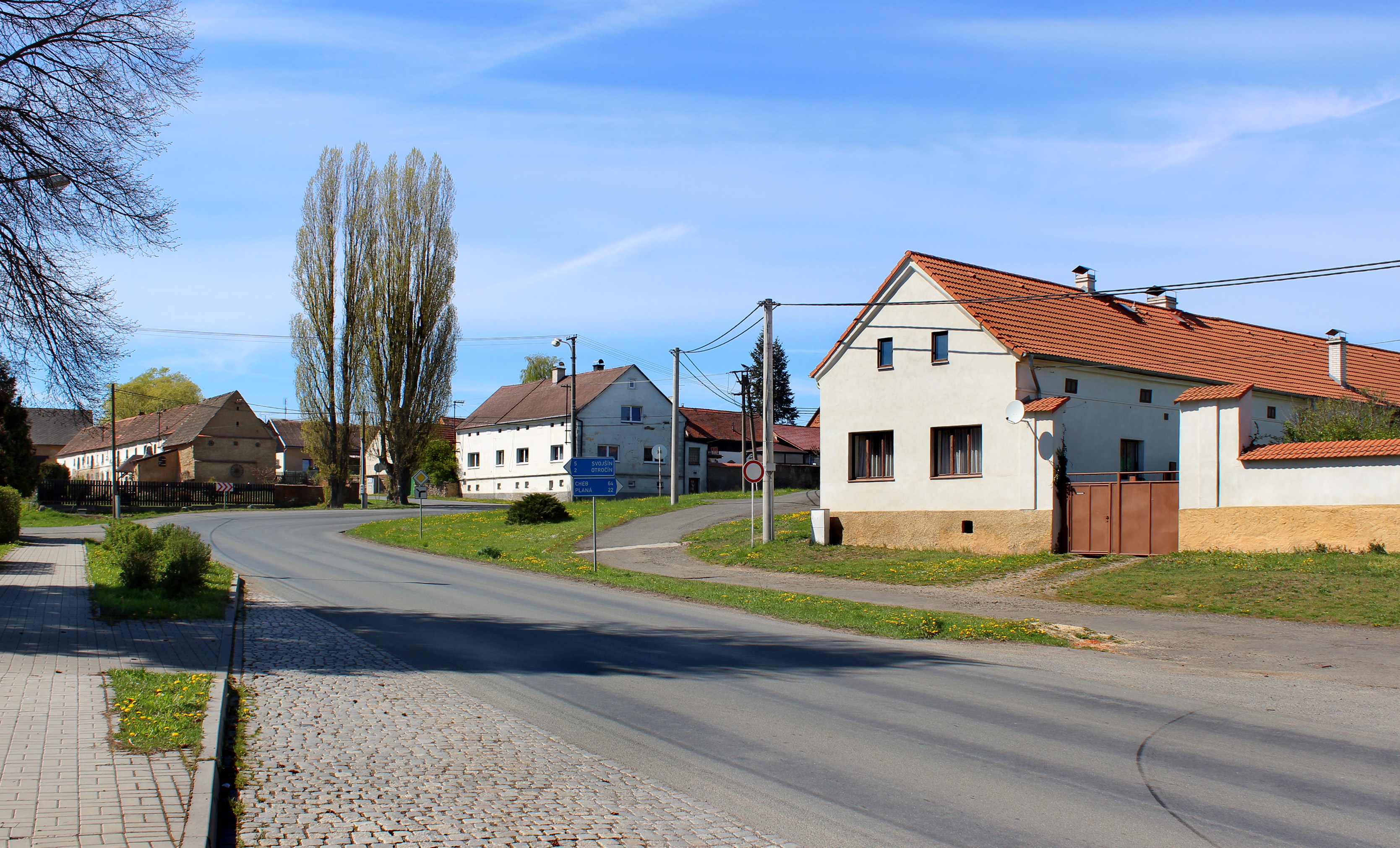
Náves
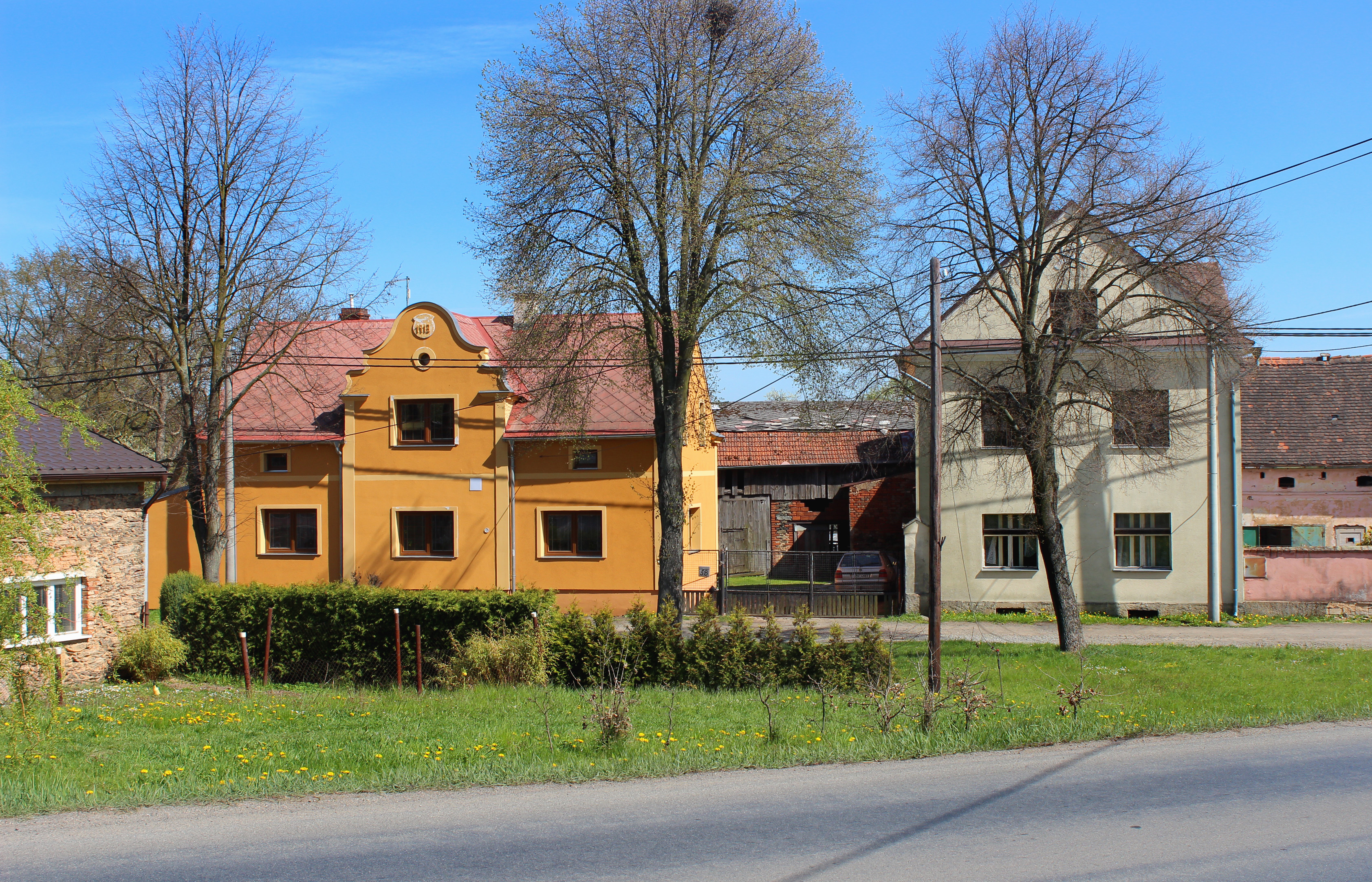
Horní část obce
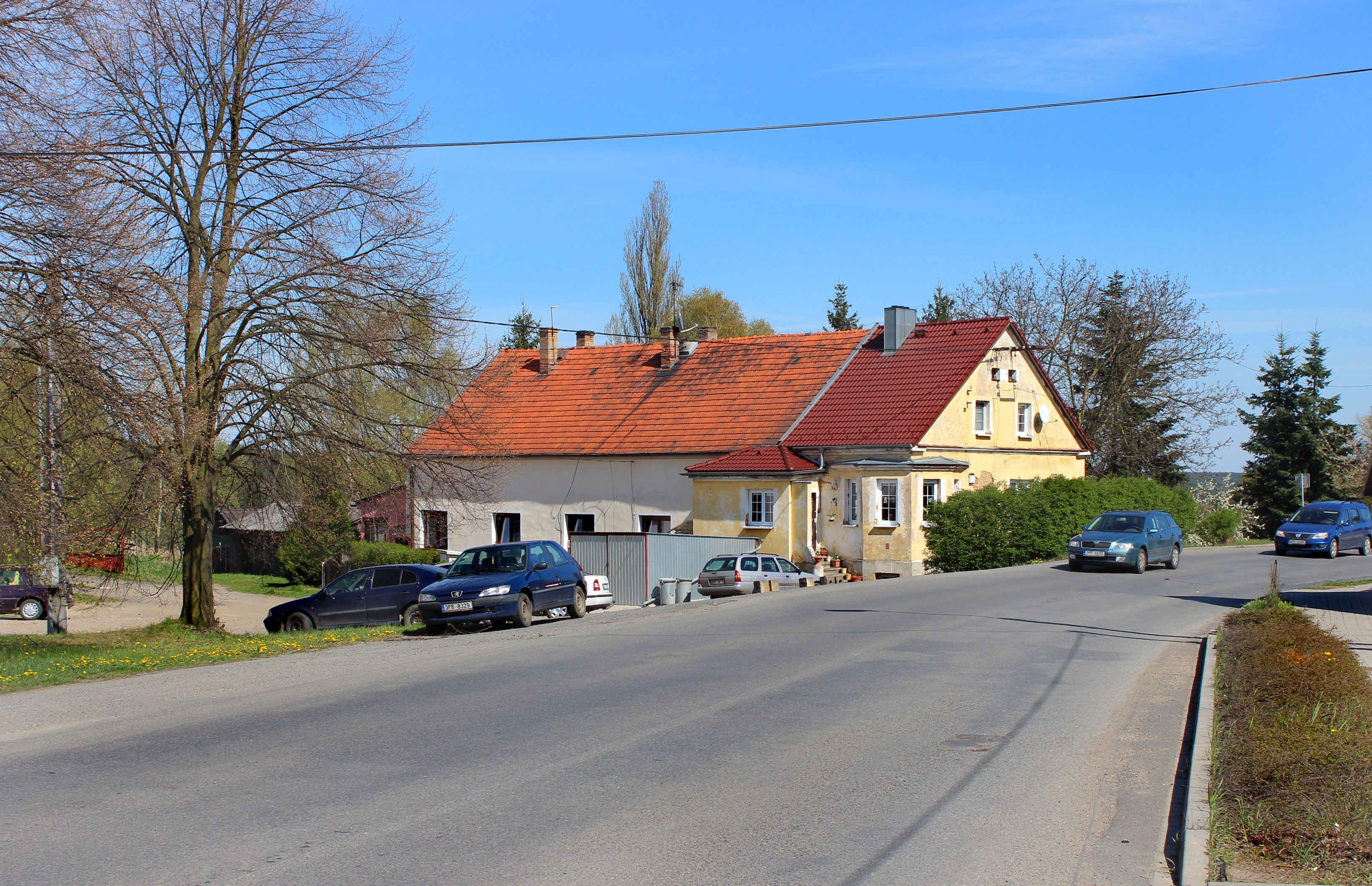
Silnice II/202 u návsi směrem ke Stříbru
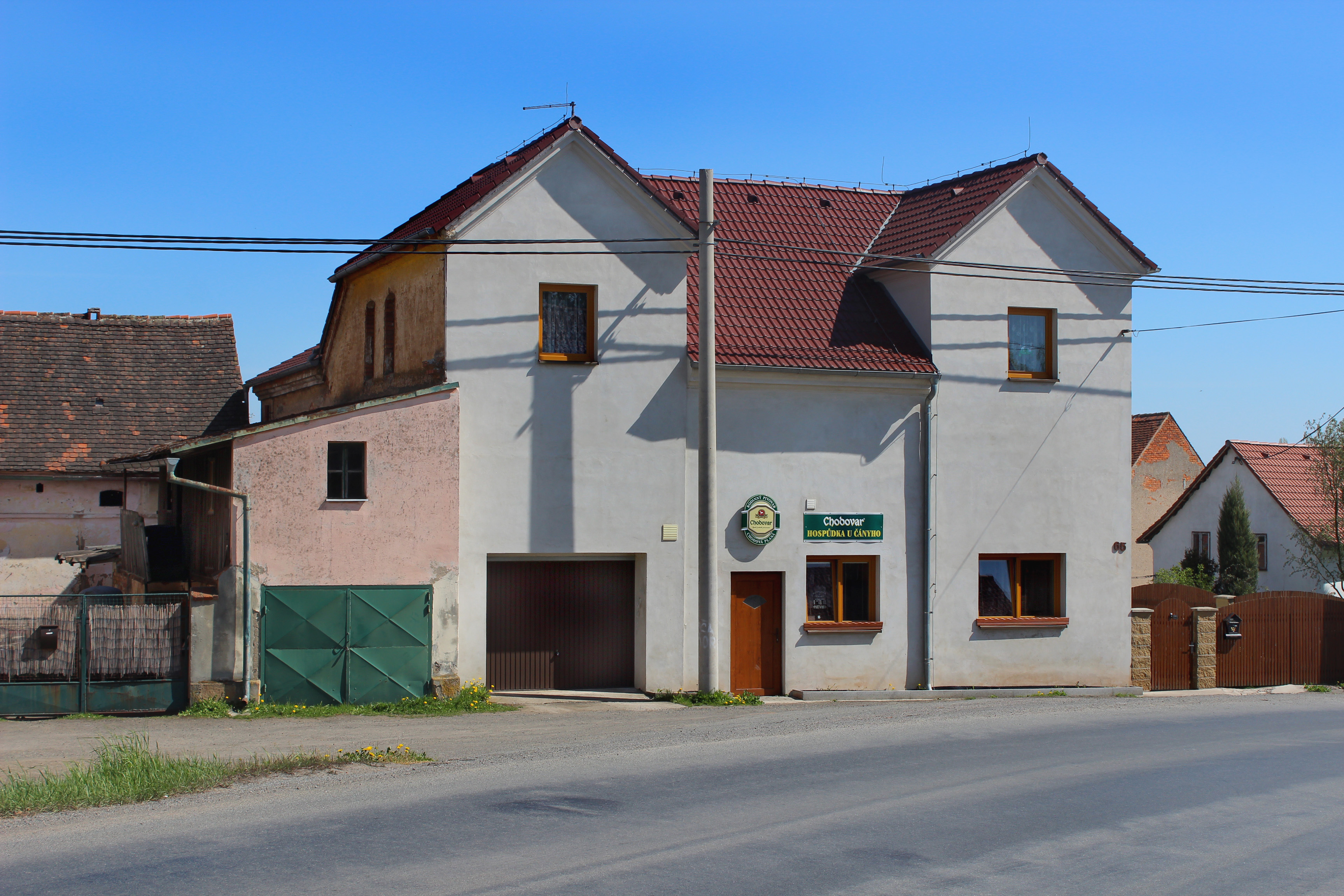
Hospoda